# Rivière Bleue Sud-Ouest (Petite rivière Bleue)
Pour les articles homonymes, voir Rivière Bleue.
La Rivière Bleue Sud-Ouest est un affluent de la Petite rivière Bleue, coulant dans la partie Sud de la péninsule gaspésienne, dans les municipalités de Saint-Honoré-de-Témiscouata, Pohénégamook et Saint-Elzéar-de-Témiscouata, dans la municipalité régionale de comté (MRC) de Témiscouata, dans la région administrative du Bas-Saint-Laurent, au Québec, au Canada.
La rivière Bleue Sud-Ouest se déverse sur la rive Ouest de la Petite rivière Bleue laquelle constitue la tête de la rivière Bleue. Cette dernière se déverse sur la rive Nord de la rivière Saint-François. Cette dernière coule à son tour vers le Sud en traversant le lac Beau, puis vers le Sud-Est en traversant le lac Glacier, jusqu’à la rive Nord du fleuve Saint-Jean au Nouveau-Brunswick. Ce dernier coule d'abord vers l'Est, puis vers le Sud-Est en traversant tout le Nouveau-Brunswick et se déverse sur la rive Nord de la Baie de Fundy laquelle s’ouvre vers le Sud-Ouest sur l’océan Atlantique.
Le cours de la rivière est accessible par le chemin Principal de Saint-Honoré-de-Témiscouata.

## Géographie
La Rivière Bleue Sud-Ouest prend sa source d’un ruisseau de montagne de la municipalité de Saint-Honoré-de-Témiscouata, dans les monts Notre-Dame.
Cette source est située à :
- 4,4 km au Nord-Est de la limite de la municipalité de Pohénégamook ;
- 8,5 km au Nord-Est de la rive Nord du lac Pohénégamook ;
- 9,6 km au Nord-Ouest de la confluence de la Rivière Bleue Sud-Ouest ;
- 13,6 km au Sud-Ouest du centre du village de Saint-Honoré-de-Témiscouata ;

À partir de sa source, la rivière Bleue Sud-Ouest coule sur 12,7 km :
- 4,1 km vers le Sud-Est dans la municipalité de Saint-Honoré-de-Témiscouata, jusqu'à la limite de Pohénégamook ;
- 7,6 km vers le Sud-Est, jusqu’à la limite de Saint-Elzéar-de-Témiscouata ;
- 1,0 km vers le Sud-Est, jusqu’à la confluence de la rivière[2].

La rivière Bleue Sud-Ouest se déverse sur la rive Ouest de la Petite rivière Bleue. La confluence de la « rivière Bleue Sud-Ouest » est dans la partie Ouest de la Saint-Elzéar-de-Témiscouata. Cette confluence est située à :
- 4,3 km au Nord-Ouest du sommet de la Butte du Bonhomme-Blanchette ;
- 9,7 km au Nord du village de Sully ;
- 10,7 km au Nord-Est du Lac Pohénégamook ;
- 13,3 km au Nord-Est de la confluence de la Rivière Bleue (rivière Saint-François) ;

## Toponymie
Le toponyme Rivière Bleue Sud-Ouest dérive des autres toponymes du secteur utilisant le même nom : petite rivière Bleue, rivière Bleue, Rivière-Bleue (municipalité)...
Le toponyme Rivière Bleue Sud-Ouest a été officialisé le 5 décembre 1968 à la Commission de toponymie du Québec.